# Krajníčko
Krajníčko (en allemand : Kranitz) est une commune du district de Strakonice, dans la région de Bohême-du-Sud, en République tchèque. Sa population s'élevait à 98 habitants en 2020.

## Géographie
Krajníčko se trouve à 16 km au sud-est de Strakonice, à 39 km au nord-ouest de České Budějovice et à 108 km au sud-sud-ouest de Prague.
La commune est limitée par Skály et Měkynec au nord, par Budyně à l'est, par Bavorov au sud-est, par Dub au sud et par Čepřovice à l'ouest.

## Histoire
La première mention écrite du village date de 1334.

## Patrimoine
Les ruines du château de Helfenburk se dressent sur le mont Malošín, à 683 m d'altitude et à 2 km au sud-ouest du village de Krajníčko.